# Дюбек
Дюбек (таб. Тӏивак) — село в Табасаранском районе Республике Дагестан (Россия). Административный центр сельского поселения «Сельсовет Дюбекский».

## История
Село имеет долгою, многовековую историю.
Так, арабский полководец Джаррах (722-723 гг.) отправил против табасаранского народа двухтысячный карательный отряд. За оказанное сопротивление были разрушены многие табасаранские селения, в том числе и Дюбек. 
В давние времена Дюбек (Тlивак) представлял собой союз сельских обществ. Также же имеются сведения, что жители Дюбека (Тlивака), в союзе с Кайтагом, совершали нападения на Баб-аль-Абваб (Дербент).

### Известные уроженцы
- Базутаев Юсуф Минатуллаевич —  поэт, писатель, драматург, член союза писателей СССР с 1983 г. С 1975 по 1991 гг. – редактор республиканской редакции вещания ГТРК «Дагестан» на табасаранском языке. Его пьеса «Крепость» поставлена в национальных театрах республики.[4][5]
- Гаджиев Гаджимурад Шабанович —  президент корпорации ООО «Строительная корпорация «Монолит», заслуженный строитель России.[6][7] На его средства в селе было построено новое здание мечети, вместимостью в 500 человек[8]

## Население
| 1895  | 1926  | 1939  | 1970  | 1989  | 2002  | 2010  |
| ----- | ----- | ----- | ----- | ----- | ----- | ----- |
| 818   | ↗1041 | ↗1130 | ↗1427 | ↗1661 | ↗1909 | ↘1894 |
| 2021  |       |       |       |       |       |       |
| ↘1734 |       |       |       |       |       |       |

## Инфраструктура

### Образование и дошкольное воспитание
- Дюбекская средняя общеобразовательная школа имени Юсуфа Базутаева[16]
- Детский сад «Колокольчик»[17]

### Культура
- Центр традиционной культуры народов России[18]

### Здравоохранение
- Врачебная амбулатория[19]

### Экономика
- КФХ «Заря»[20]
- Вблизи села имеется месторождение цеолитового сырья[21]

### Религия
- Мечеть на 500 человек[8]